# Francombat
Le francombat est un art martial français créé en 1988 fondé sur la stratégie, la compréhension des rapports humains.
Ses pratiquants sont reconnaissables à leur kimono rouge pour les ceintures noires, noir pour les grades primaires.
Pratiqué plus particulièrement dans le sud de la France avec une bonne implantation gardoise, cette discipline se développe dans des régions du nord de la France et à l'international.
Le dirigeant actuel est Alain Basset, Maitre-Expert de la discipline.

## Emblème
1. le symbolisme d'une puissance aérienne
2. un symbole de justice
3. la non-opposition

Les huit plumes de l'emblème, inscrites dans un cercle, convergent vers un point central (perfection). Cette convergence symbolise les divers degrés de perfectionnement de l'externe vers l'interne.